# Clase Anzac
La Clase Anzac es un grupo de ocho fragatas de la Royal Australian Navy (RAN) y dos fragatas de la Royal New Zealand Navy (RNZN). Es una fragata derivada de la fragata MEKO 200 del constructor alemán Blohm + Voss.

## Características
Fragata de 3600 t de desplazamiento, 118 m de eslora, 14,8 m de manga y 4 m de calado; con propulsión CODOG de 1 turbina de gas + 2 motores diésel (velocidad 27 nudos y autonomía 6000 mn). Carga 1 cañón Mk-54 de 127 mm, dos (2) lanzadores cuádruples Mk-141 (misiles Harpoon) y un (1) Mk-41 VLS. 1 helicóptero MH-60R (RAN) o SH-2 Seasprite (RNZN).

## Historia de servicio

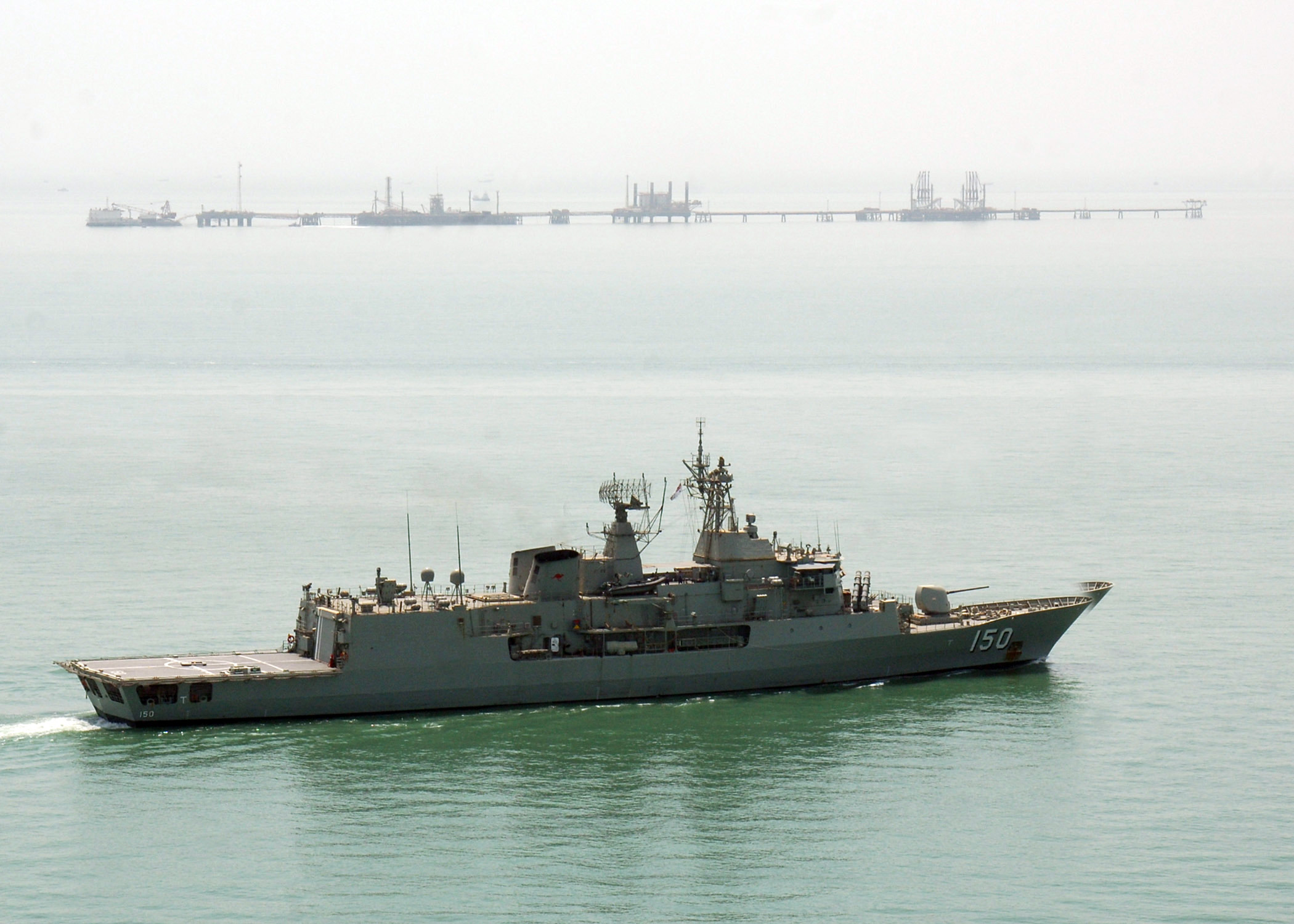
El HMAS ANZAC navegando en 2007 durante la Guerra contra Irak. HMAS por His Majesty's Australian Ship (Buque Australiano de Su Majestad). Tradicionalmente el nombre del primer buque construido es el que denomina a todos los barcos construidos con similares planos y especificaciones.

La RAN actualiza sus fragatas Anzac con el programa AMCAP; en 2022 completó el upgrade de cinco de las ocho unidades.
La RNZN actualizó a sus dos fragatas Anzac mediante el programa Frigate Systems Upgrade (FSU); equipó nuevo radar Thales SMART-S Mk-2, misiles CAMM y electrónica.

## Unidades
| Nombre          | n.º     | Constructor | iniciada | botada | asignada |
| --------------- | ------- | ----------- | -------- | ------ | -------- |
| HMAS Anzac      | FFH 150 |             |          |        | 1996     |
| HMAS Arunta     | FFH 151 |             |          |        | 1998     |
| HMAS Ballarat   | FFH 155 |             |          |        | 2004     |
| HMAS Arunta     | FFH 154 |             |          |        | 2003     |
| HMAS Perth      | FFH 157 |             |          |        | 2006     |
| HMAS Stuart     | FFH 153 |             |          |        | 2002     |
| HMAS Toowoomba  | FFH 156 |             |          |        | 2005     |
| HMAS Warramunga | FFH 152 |             |          |        | 2001     |
| HMNZS Te Kaha   | F77     |             |          |        |          |
| HMNZS Te Mana   | F111    |             |          |        |          |